# Луангнамтха (аэропорт)
Аэропорт Луангнамтха (ИАТА: LXG, ИКАО: VLLN) – аэропорт в Лаосе, в 6 км к югу от города Луангнамтха. Аэропорт был закрыт с 2006 по 2008 для реконструкции, которая расширила взлетно-посадочную полосу с 1,200 до 1,600 метров, позволяя использовать аэропорт большим самолетам, как ATR-72 и был построен новый 700 м2 пассажирский терминал.